# Коломієць Микола Степанович
Коломі́єць Мико́ла Степа́нович (1 [14] грудня 1915, Сергієв Посад, Московська губернія, Російська імперія — 29 грудня 1994, Київ, Україна) — український радянський архітектор і мистецтвознавець, доктор архітектури (1984), член Спілки архітекторів СРСР з 1940 року.

## Біографія
У 1933–1938 роках навчався на архітектурному факультеті Харківського інституту інженерів комунального будівництва у Олексія Бекетова, Олександра Власова, Олексія Шовкуненка. У 1938–1941 роках працював архітектором у проєктному інституті «Діпромісто» в Харкові.
У 1941–1946 роках — в інженерних військах Червоної Армії, учасник німецько-радянської війни. За будівництво мосту через Віслу біля м. Баранува (Сандомирський плацдарм) був нагороджений медаллю «За бойові заслуги».
У 1946–1950 роках — аспірант Інституту аспірантуры Академії архітектури УРСР. У 1950–1951 та 1955–1958 роках — старший науковий співробітник інституту архітектури споруд Академії архітектури УРСР.
У липні 1951 – січні 1955 року — заступник начальника та член колегії Управління в справах архітектури при Раді Міністрів УРСР.
У 1955–1958 роках — керівник сектору «Інститут архітектури споруд» Академії будівництва і архітектури УРСР. З 1958 року — заступник директора з наукової роботи Інституту теорії та історії архітектури і будівельної техніки АСіА УРСР, з 1963 року — Інститут теорії, історії та перспективних проблем Держцивільбуд Держбуду СРСР.
Член правління Київської організації Спілки архітекторів УРСР з 1958 року, член правління і президії Спілки архітекторів УРСР — з 1970 року, член правління Українського товариства охорони пам'яток історії та культури.

## Творчість
У складі творчих колективів:
- Генеральний план реконструкції міст Дніпропетровська (1938–1939), Красний Луч (1939)
- Проєкти центральних площ міст Дніпропетровська (1940), Луганська (1939), Кадіївки (1938), Красний Луч (1939)
- Будівництво мостів через Віслу в Барануві та Кракові (1944, Польща),
- Відновлення автодорожнього мосту через Дунай у Братиславі (1945, Чехословаччина),
- Відновлення мосту ім. Маршала Малиновського[de] у Відні (1946, Австрія)
- Серії типових проєктів для будівництва в селах Української РСР, 1940-і
- Будинок культури в Новій Каховці, у співавт. з С. М. Вайнштейном (1953)
- Станції метро «Хрещатик» (1960), «Святошин» (1971), «Майдан Незалежності» (1976)
- Палац культури заводу «Червоний екскаватор» (ПрАТ АТЕК) на Берестейському проспекті, 83, в Києві (1956)
- Клуб (Будинок культури) заводу шампанських вин на Сирецькій вулиці, 29, у Києві (1957)
- Пам'ятник В. І. Леніну в м. Борзні Чернігівської області (скульптор Петро Остапенко, 1982)
  - Історія українського мистецтва (видання)

Участь у конкурсах:
- Станція метро для Києва (пілонна), 1952 — 1-ша премія на всесоюзному конкурсі, спільно з Ігорем Мезенцевим
- Тріумфальна арка у Києві на честь 300-річчя возз'єднання України з Росією (3-тя премія)[1]
- Фонтан для ВДНГ у Києві (3-тя премія)
- Проєкти 6 станцій метро в Києві, 1958, під керівництвом Анатолія Добровольського.

Книжки:
- Архітектор і художник: Деякі проблеми синтезу монументально-декоративного мистецтва і архітектури. Київ: Мистецтво, 1974. 103 с.: іл. (співавт.: Попова Л. І., Велігоцька Н. І. та ін.)

- Архітектура України на новому етапі (1954—1964). Київ: Будівельник, 1964. 150 с.: 30 с. іл. (співавт.: Головко Г. В., Ігнатов О. Н.)

- Архітектура України: 1917–1967. Київ: Будівельник, 1967. 142 с.: іл. (співавт.: Головко Г. В.)

- Киевский метрополитен. Киев: Госстройиздат УССР, 1963. 40 с.: ил. (співавт.: Головко Г. В.)

- Київ сьогодні. Київ: Будівельник, 1973. 118 с. (у співавт.)

- Місто: Яким йому бути? (На допомогу лектору) Київ: Знання, 1970. 48 с.

- Проблеми формування сучасної архітектури Української РСР. Київ: Будівельник, 1973. 148 с.: іл.

- Сучасна архітектура Радянської України. Київ: Будівельник, 1974. 152 с.: іл. (у спвавт.)

- Сучасне містобудування і пам'ятки архітектури (На допомогу лектору). Київ: Знання, 1978. 20 с.

Розділи в колективних працях та статті (за абеткою назв):
- Архитектура // История искусств народов СССР. Москва: Изобразительное искусство, 1977. Т. 8: Искусство народов СССР в период Великой Отечественной войныи до конца 1950-х годов. С. 209–210.

- Архитектура // История искусств народов СССР. Москва: Изобразительное искусство, 1982. Т. 9, кн. 1: Искусство народов СССР 1960-1977 годов. С. 265–275: ил.

- Архитектура здания Киевского филиала Центрального музея В. И. Ленина // Стр-во и архитектура. 1983. № 3.

- В граните, мраморе и бронзе // Стр-во и архитектура. 1981. № 5.

- В общем строю советской архитектуры // Стр-во и архитектура. 1977. № 12. С.4–10.

- Градостроительство и гражданское строительство // Капитальное строительство в УССР. Киев: Будівельник, 1984.

- Индустриализация строительства и перспективы развития архитектуры жилых и общественных зданий // Строительство и архитектура: XVI: Жилые здания и общественные здания. Киев: Будівельник, 1980. С. 3–6.

- Конструкция и архитектурная форма // Стр-во и архитектура. 1974. № 12. С. 27–32.

- Монумент Слави в м. Рівне // Образотворче мистецтво. 1986. № 5.

- Монументальная пропаганда и город // Проблемы развития городов. Киев: Будівельник, 1970. С. 41–51.

- Научно-технический прогресс и архитектура // Стр-во и архитектура. 1968. № 1. С. 5–9.

- Некоторые проблемы творческой направленности архитектуры Украины // Стр-во и архитектура. 1985. № 10.

- Новаторство и традиции в архитектуре зданий индустриального домостроения // Проблемы развития архитектуры в условиях индустриализации строительства: Сборник науч. трудов. Киев: КиевЗНИИЭП, 1985. С. 55–62.

- О национальных чертах в современной архитектуре Украинской ССР // Архитектура СССР. 1963. № 10. С. 40–46.

- О реконструкции центров крупнейших городов Украины // Формирование структуры и архитектурного облика городов. Киев: Будівельник, 1972. Вып. 5. С. 14–18.

- О своеобразии в современной архитектуре // Стр-во и архитектура. 1982. № 2.

- О своеобразии в современной архитектуре Украинской ССР // Вопросы своеобразия современной архитектуры Украинской ССР: Сборник науч. трудов. Киев: КиевЗНИИЭП, 1987. С. 22–28.

- Об архитектуре новых жилых районов // Стр-во и архитектура. 1978. № 9. С. 2–8.

- Об интернациональной общности и национальных особенностях в советской архитектуре // Строительство и архитектура: VI: Жилые дома. Киев: Будівельник, 1969. С. 143–154.

- Об интернациональном и национальном в советской архитектуре // Стр-во и архитектура. 1964. № 6. С. 20–22.

- Об образном строе в архитектуре // Актуальные вопросы эстетики архитектуры: Сборник науч. трудов. Киев: КиевЗНИИЭП, 1988. С. 50–55.

- Об эстетике советских городов // Проблемы градостроительства. Киев: Будівельник, 1970. С. 44–48.

- Образ – основа формирования архитектуры // Стр-во и архитектура. 1987. № 8.

- Пластическая выразительность в современной архитектуре Украинской ССР // Строительство и архитектура: XII: Общественные здания. Киев: Будівельник, 1976. С. 98–107.

- Поверхи ХХІ століття // Вечірній Київ. 1982. 13 вересня.

- Почём нынче собор? // Советская культура. 1987. 20 августа.

- Прикмети гармонії // Друг читача. 1985. 9 травня.

- Про національні і регіональні особливості архітектури України // Архітектурна спадщина України: Маловивчені проблеми історії архітектури та містобудування. Київ: НДІТІАМ, 1994. Вип. 1. С. 209–214.

- Про формування стилю сучасної радянської архітектури // Українське мистецтвознавство. Київ: Наук. думка, 1974. Вип. 6. С. 19–26.

- Проблемы формирования социалистического стиля // Стр-во и архитектура. 1971. № 6. С. 10–15.

- Пространство, конструкция, эстетика // Стр-во и архитектура. 1965. № 4. С. 11–14.

- Развитие архитектуры Украинской ССР на современном этапе (1955–1978 гг.) // Архитектурное творчество в Украинской ССР: Архитектурно-строительная наука и практика: Сборник науч. трудов. Киев: КиевЗНИИЭП, 1988. С. 19–25.

- Символи шани всенародної // Культура і життя. 1985. № 3.

- Синтез искусств – средство повышения идейно-художественного качества архитектуры // Проблемы повышения качества архитектуры. Киев: Будівельник, 1979. С. 156–170: ил. (у співавт: Велігоцька Н. І.)

- Синтез мистецтв в сучасній архітектурі // Українське мистецтвознавство. Київ: Наук. думка, 1968. Вип. 2. С. 84–91.

- След на века // Вечерний Киев. 1983. 24 января.

- Современность и тенденции в архитектуре Крещатика // Строительство и архитектура: Сборник науч. трудов. Киев, 1983. Вып. 19.

- Содержание и форма в архитектуре (взаимосвязь категорий) // Методологические проблемы теории архитектуры: Сборник науч. трудов. Киев: КиевЗНИИЭП, 1981.

- Социальные преобразования и архитектура // Стр-во и архитектура. 1969. № 12. С. 1–3.

- Тенденции и проблемы развития архитектуры Украины // Стр-во и архитектура. 1980. № 1. С. 3–7.

- Формирование художественной выразительности современной архитектуры // Стр-во и архитектура. 1972. № 7. С. 17–23.

- Художній образ – основа синтезу // Образотворче мистецтво. 1973. № 1. С. 9–12.

- Центр современного города и памятники архитектуры // Архитектурное формирование центров крупных городов. Киев: Будівельник, 1969. Вып. 7. С. 33–42.

- Щоб не втратити назавжди // Київська правда. 1987. 12 лютого.

- Этажность городской застройки и ландшафт // Формирование архитектурного облика городов. Киев: Будівельник, 1975. С. 21–27.

## Родина
- Дружина — Нінель Гаркуша (26.06.1927–01.04.2006) — українська художниця декоративного мистецтва.

## Зображення

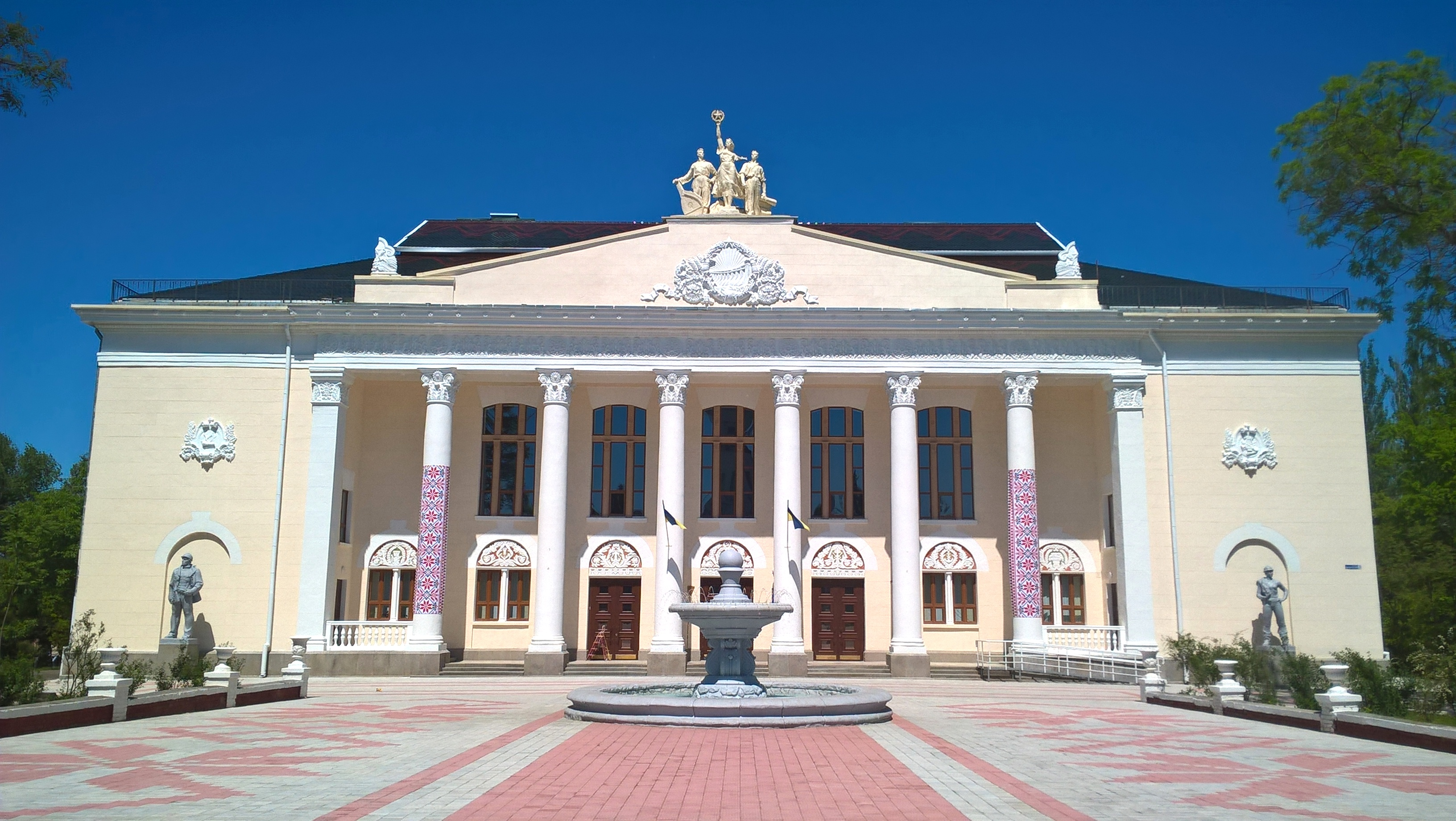
Палац культури в Новій Каховці (1953)
Будинок культури (клуб) Київського заводу шампанських вин (1957), нині — приватна клініка Діавіта Інститут. Фото 2023 року
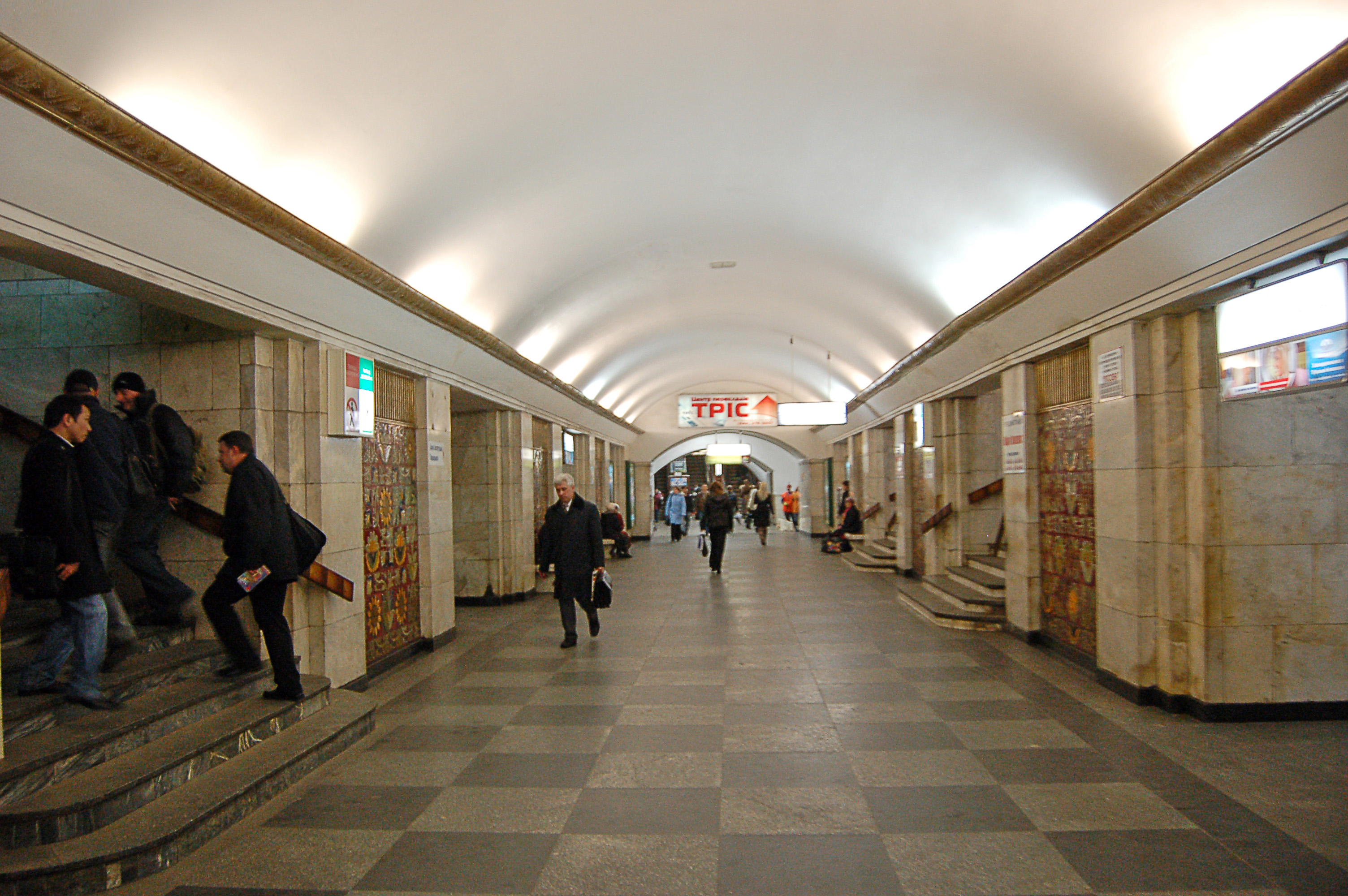
Станція метро «Хрещатик» (1960)
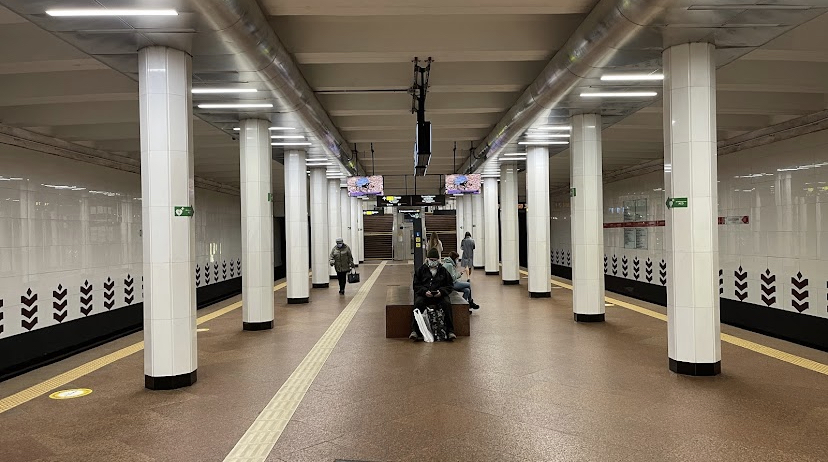
Станція метро «Святошин» (1971)
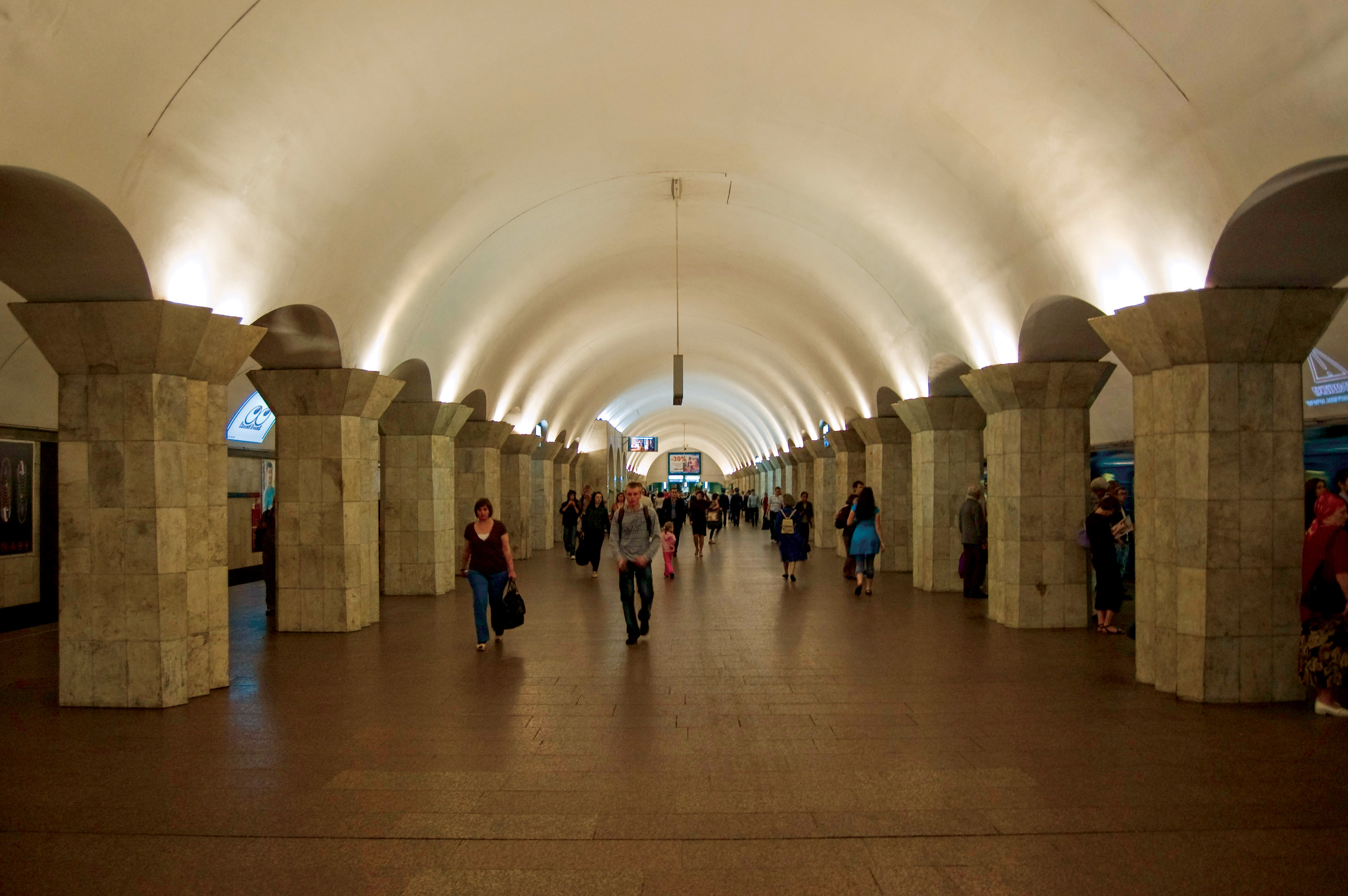
Станція метро «Площа Калініна» (1976, нині — «Майдан Незалежності»)
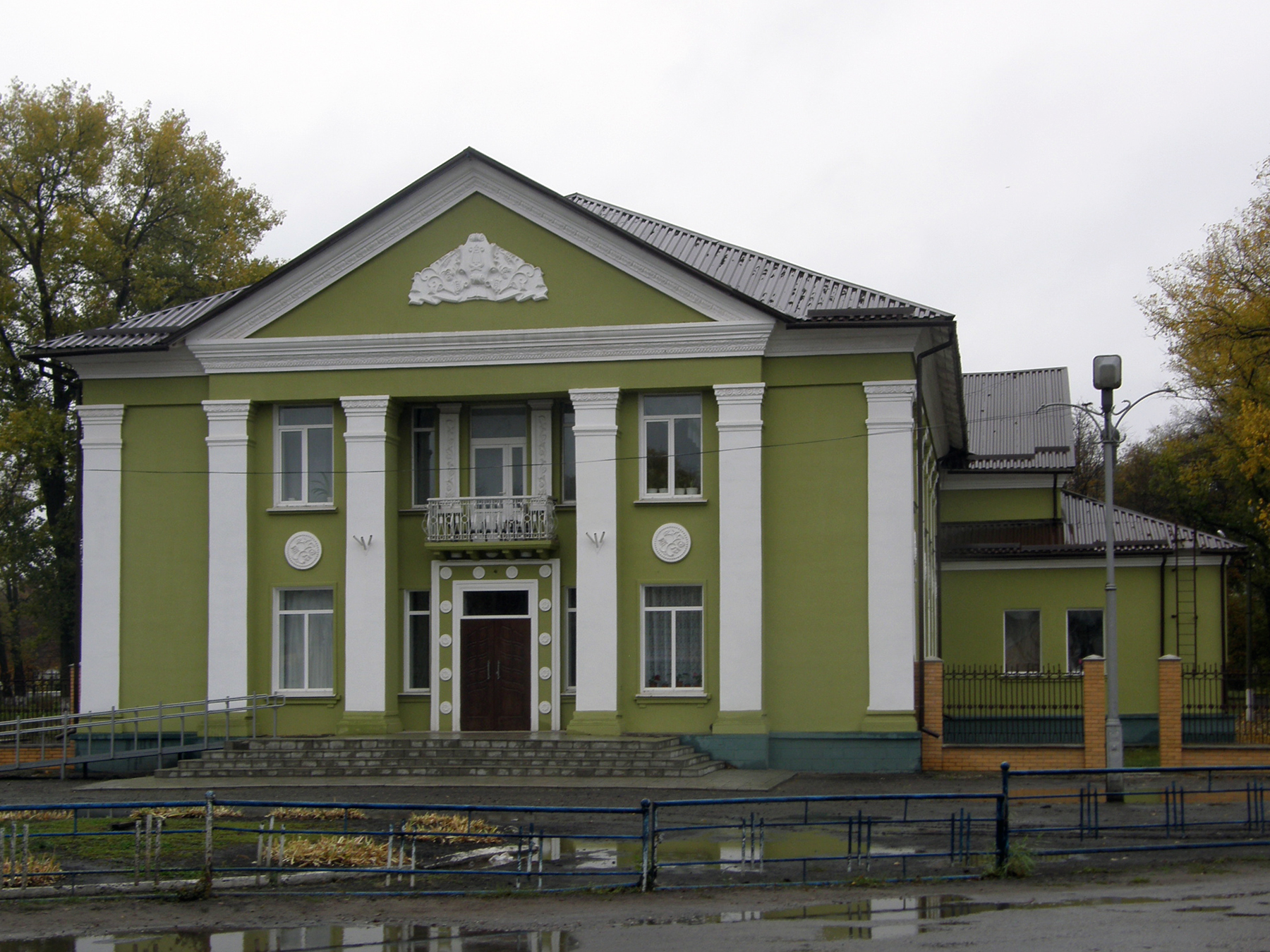
Палац культури «Красний Луч» на 300 місць у Барвінковому, нині — Барвінківський міський центр соціальних служб (Центральна вул., 1)